# Naissance en 882
Naissance
- 878
- 879
- 880
- 881
- 882
- 883
- 884
- 885
- 886

Cette page dresse une liste de personnalités nées au cours de  l'année 882 :
- Muhammad ben Tughj, ou Abû Bakr Muhammad ben Tughj al-Ikhchîd, premier gouverneur ikhchidide.
- Saadia Gaon[1], grammairien, philosophe et rabbin.
- Haroun ibn Khumarawaih, 4e roi d'Égypte.
- Jaish ibn Khumarawaih, 3e roi d'Égypte.
- Xia Luqi (en), général de la dynastie des Tang postérieurs.
- Han Yanhui (en) chancelier han de la dynastie Liao.
- Cao Zhongda (en), ministre chinois de la période des Cinq Dynasties et des Dix Royaumes.

## Crédit d'auteurs
- Cet article est partiellement ou en totalité issu de l'article intitulé « 882 » (voir la liste des auteurs).